# Neotoma cinerea
Neotoma cinerea — вид гризунів родини Cricetidae, поширений у Канаді та Сполучених Штатах. Його природними середовищами існування є бореальні ліси, ліси помірного поясу, сухі савани, чагарники помірного поясу та луки помірного поясу.

## Опис
Neotoma cinerea можна впізнати за великими округлими вухами та довгим густим хвостом. Зазвичай вони коричневі, з чорними волосками зверху, з білими нижньою стороною та лапками. Верхнє забарвлення може варіюватися від світло-коричневого до майже чорного. Хвіст схожий на білку — кущистий, сплощений від основи до кінчика.
Ці лісові щури добре лазять і мають гострі кігті. Вони використовують свої довгі хвости для рівноваги під час лазіння та стрибків і для додаткового тепла.
Ці гризуни статево диморфні, середній самець приблизно на 50% більший за середнього самку. Його доросла довжина становить від 28 до 46 см, половина з яких становить її хвіст. Його вага становить 590 г.

## Поширення
Neotoma cinereaзустрічається в західній частині Північної Америки, починаючи від арктичної Канади до північної Аризони та Нью-Мексико, і аж на схід до західних частин Дакоти та Небраски. Neotoma cinerea займає широкий діапазон місць існування, від бореальних лісів до пустель. Переважним місцем проживання є скелясті місця та навколо них, тому їх часто можна зустріти вздовж скель, каньйонів, осипів і відкритих скелястих полів. Вони легко пристосовуються до покинутих будівель і шахт.

## Спосіб життя
Neotoma cinerea віддає перевагу зеленій рослинності (листям, хвої, пагонам), але він також буде споживати гілки, фрукти, горіхи, насіння, гриби та деякі тваринні речовини. Одне дослідження, проведене на південному сході Айдахо, виявило трави, кактуси, вику, полин і гірчицю в їх раціоні, а також кілька членистоногих. У сухіших місцях проживання вони зосереджуються на сукулентних рослинах. Ці гризуни отримують більшу частину води з рослин, які вони їдять.
Їх можна зустріти від рівня моря до 4300 м, але вони все більше обмежуються вищими висотами до південного кінця свого ареалу.
Багато хижаків, зокрема: плямисті сови, рисі, чорні ведмеді, койоти, лисиці, ласки, змії, куниці та яструби, є здобиччю лісових щурів із пухким хвостом. У холодні місяці рептилії часто використовують захищені умови, які пропонує мід. Гримуча змія, зазвичай хижак лісового щура в теплу пору року, є звичайним мешканцем.